# Adira
Siti Adira Suhaimi, mer känd som bara Adira, född 19 september 1991 i Ranau, är en malaysisk sångerska. 

## Karriär
Adira blev känd år 2010 då hon kom på andra plats i den åttonde säsongen av den malaysiska talangtävlingen Akademi Fantasia. Sedan dess har hon släppt fyra singlar med tillhörande musikvideor. Sin tredje singel "Ombak Rindu" framför hon tillsammans med sångaren Hafiz som vunnit den sjunde säsongen av Akademi Fantasia.
Hon har även gjort rösten till Mary Jane Watson i den malaysiska dubbningen av Spider-Man och rösten till Lavagirl i den malaysiska dubbningen av På äventyr med Sharkboy och Lavagirl.

## Diskografi

### Singlar
- 2010 - "Ku Ada Kamu"
- 2010 - "Ilusi"
- 2011 - "Ombak Rindu" (med Hafiz)
- 2011 - "Sakura"

### Album
- 2010 - Hits AF8 (sjunger "Ku Ada Kamu")